# John Stott
John R W Stott CBE, född 27 april 1921 i London, död  27 juli 2011 i Lingfield, Surrey, var en brittisk kristen författare och anglikansk kyrkoherde som var en internationellt känd ledare i den evangelikala rörelsen. Förutom Stotts 50 böcker är han särskilt uppmärksammad som en av de viktigaste författarna till den så kallade Lausannedeklarationen från 1974.